# بوریس بونوف
بوریس بونوف (بلغاری: Борис Бонов؛ ۲۰ اکتبر ۱۹۰۰ – ۲۲ دسامبر ۱۹۷۲) بازیکن فوتبال اهل بلغارستان بود.
وی همچنین در تیم ملی فوتبال بلغارستان بازی کرده‌است.